# Capital Cities
 (транскр.  Капитал ситиз) јесте амерички инди поп састав, који је основан 2010. године у Лос Анђелесу. Дебитовали су 2010. са песмом Beginnings, али нису успели да привуку пажњу медија и публике. Годину дана касније издали су инди поп песму Safe and Sound са којом су доспели на прво место америчке топ листе алтернативне музике. Године 2012. издали су и трећи сингл, назван Kangaroo Court, који је остварио нешто мањи успех од претходног. Године 2013. песма Safe and Sound издата је на европском тржишту, првенствено на британском, где је изненада постала велики хит – најслушанија песма у Немачкој (након Just Give Me a Reason - Пинк, а пре Get Lucky - Daft Punk), међу пет најслушанијих у Италији, Аустрији, Мексику, Канади и Холандији. Коначно, завршила је на осмом месту Билбордове листе најслушанијих песама у 2013. години. Први албум групе Capital Cities, назван In a Tidal Wave of Mystery, издат је четвртог јуна 2013. године. Албум се на Билбордовој листи најпопуларнијих албума котира на 66. месту.

## Дискографија
- (2013)